# メタモン
メタモン（英: Ditto、[ˈdɪtoʊ] ( 音声ファイル)）は、『ポケットモンスター』シリーズに登場する架空の生物（ポケモン）。1996年の『ポケットモンスター 赤・緑』で初登場し、『Pokémon GO』やポケモンカードゲームなどのゲームや、シリーズの商品にも登場している。アニメでは三石琴乃が声優を担当している。
紫色またはピンク色の不定形の種族で、小さな目と口をもつ。ゲームではノーマルタイプに分類されている。「へんしん」というわざを使用することで一時的にあらゆる物体や生物に変身することができるが、アニメでは変身した体にメタモンの目や口がそのまま残る不完全な変身となる場合が多い。別のポケモンに変身した場合、そのポケモンが覚えているわざを全て使用することができる。メタモンに進化形は存在しないが、続編の『ポケットモンスター 金・銀』ではアニモンと呼ばれる進化形が検討されていた。
初登場の『赤・緑』では弱いポケモンだと見なされていたが、後の世代でメタモンはほぼ全てのポケモンのタマゴを産むことができるという仕組みが設定された結果、メタモンはゲームの競技シーンで不可欠の存在となった。デザインの単純さが批判される一方で、その能力をシリーズ内でもっと活用してほしいと考える者もいた。メタモンの独特な性質から、ファンの間では別のポケモンであるミュウのクローン化に失敗して生まれたポケモンであるという説が流れた。この説はゲームフリークによって否定されたが、プレイヤーがシリーズにさらなる深みを求めている例として指摘され、『名探偵ピカチュウ』の制作に影響を与えた。

## 構想とデザイン
メタモンは高さ0.3 mで、ノーマルタイプに分類される。不定形の種族で、小さな黒い目と口をもつ。公式イラストでは紫色で描かれているが、ピンク色で描かれることもある。低確率で出現する「色違い」の個体は青色である。「へんしん」というわざを使用することで一時的に細胞構造を任意のものに並べ替え、変身することができる。別のポケモンに変身すると、コピーされたポケモンが覚えている全てのわざを使用することができるようになるが、記憶を頼りに変身しようとした場合、細部を間違えることがある。
メタモンは黄色いスマイリーフェイスを意識して制作された。デザインとアートワークはゲームフリークの開発者複数人によって共同で行われたが、最終的には杉森建が担当した。当初、ゲームフリークがゲームを発売した時に計画していた攻略本のイラストを描くという任務を負っていた杉森は、ゲームの全てのスプライトを自分のスタイルで描いて視覚的なデザインを統一させ、元のスプライトを描いたアーティストの独自のスタイルを維持しながら一部を修正した。メタモンはシリーズ1作目の『ポケットモンスター 赤・緑』で登場した。ゲームを西洋向けにローカライズする際、アメリカの子供たちがキャラクターにより共感してもらうため、様々なポケモンの種類に、その見た目や特徴に関連した「巧妙で説明的な名前」がつけられることとなり、メタモンには他者に変身するという性質から「Ditto」という英語名がつけられた。
2011年、『@Gamer』でのアンディ・エディーとのインタビューにおいて、ゲームフリークのスタッフはメタモンを「最も奇妙なポケモン」と表現した。杉森は、インタビューで思い入れのあるポケモンとしてメタモンを挙げ、「少ない線で斬新なデザインになった」部分が気に入っていると話した。杉森は、メタモンが単純な形でありながら「輪郭をグニャグニャにしてるだけで個性が出る」ことに言及して、「デザインのおもしろさみたいなものが、あれでわかったような気がしますね」と述べた。
2018年、『ポケットモンスター 金・銀』の開発段階のデザインがインターネット上に流出し、最終的に採用されなかったポケモンの中には、メタモンの進化形とされる「アニモン」（Animon）が含まれていた。アニモンはメタモンにアイテム「メタルコート」を利用して進化するとされていた。アニモンはメタモンと同様ノーマルタイプで、上下2本ずつ生えた牙と、頭から突き出た大きな角をもっている。

## 登場

### ゲーム
ゲームでは、メタモンが覚えることができるわざは「へんしん」のみである。ゲーム内の戦闘で使用すると、メタモンは相手のポケモンの見た目やステータス、わざを一時的にコピーする。メタモンはほぼ全てのポケモンと交配し、タマゴを産むことができる。『ポケットモンスター ブラック・ホワイト』の「ポケモンドリームワールド」で入手できるメタモンは、戦闘に入ると自動的に相手のポケモンの姿に変身する能力をもつ。『ポケットモンスター スカーレット・バイオレット』で登場する野生のメタモンのほとんどは他のポケモンに変身した状態で登場し、戦闘に入るか、ゲームのロックオン機能で確認した場合にのみ実際の姿を現す。
メタモンは『ポケモンスナップ』、『ポケモン不思議のダンジョン』シリーズ、ポケモンカードゲームといった関連ゲームにも登場する。『Pokémon GO』には当初は登場していなかったが、その後のアップデートで追加され、様々なポケモンに変身した状態で登場する。『Pokémon GO』では、2022年のエイプリルフールイベントでメタモンがフィーチャーされた。『ポケットモンスター』シリーズ以外では、メタモンは当初、『大乱闘スマッシュブラザーズDX』において、モンスターボールから現れるポケモンとして登場することが企画されていたが、最終的には採用されなかった。その後、『大乱闘スマッシュブラザーズ SPECIAL』で実装され、ファイターの1体に変身して一定期間共に戦うようになった。

### その他
アニメ『ポケットモンスター』のエピソード「メタモンとものまねむすめ」では、イミテという少女が所持するメタモンが、どの姿に変身しても目と口の形がそのまま残ってしまう。このエピソードでは、メタモンはアニメの悪役であるロケット団の助けを借りて、この困難を克服する。他のメディアや商品でも、メタモンが変身した姿であることを示すためにこの設定が用いられることがある。メタモンの声は三石琴乃が担当している。
『名探偵ピカチュウ』では、メタモンが敵役のハワード・クリフォードの側近である女性ミス・ノーマンとして現れる。映画のクライマックスでノーマンは映画の主人公と対面し、サングラスを外して黒い目を露わにする。その後、メタモンは複数のポケモンの姿を素早く切り替えて主人公と戦う。
脚本家のベン・サミットはインタビューで、姿を変えることができるキャラクターは総じて探偵ものにぴったりだと感じたため、メタモンを映画に登場させることは早い段階で決めていたと述べた。監督のロブ・レターマンは、メタモンはミスリードに最適であり、是非とも映画に登場させたかったと述べた。この構想は、アニメでメタモンが目以外は人間の姿で登場した場面からインスピレーションを得たものである。制作の段階で、映画の最後の戦闘シーンにおいて、メタモンが様々なポケモンに姿を変えていくというアイデアが考案された。
メタモンはカプセルトイやビーズクッションといった様々な商品にも登場している。2016年には、メタモンが目と口を残したまま他のポケモンに変身したという設定のぬいぐるみが販売された。2022年には、メタモンが別のポケモンに変身した姿のカードがポケモンカードゲーム用に販売された。このカードは、表面のシールを剥がすと下にあるメタモンのカードが現れるようになっている。

## 評価
『IGN』は、メタモンは『赤・緑』では「全く役に立たない」ポケモンであったのに対し、『金・銀』ではあらゆるポケモンのタマゴを入手するのに役立つため、「人気が急激に上がった」と記した。この特徴はファンの間で広く知られるようになり、『GamesRadar+』のキャロリン・ガドムンソンは、ゲーム内でのこの役割からプレイヤーがメタモンを冗談交じりに「sex slave」（性的奴隷）と呼んでいると紹介し、ガドムンソン自身もメタモンは「どのポケモンよりも働かされ、酷使されている」と述べている。また、このことから、メタモンはゲームの競技シーンにおいて特に重要なポケモンとして認識されるようになった。『IGN』のデール・バシールは、メタモンはシリーズの歴史へ特に影響を与えたポケモンであるとして、「可能性の化身」と表現した。ナディーン・マンスキーは『Dot eSports』の記事で、ノーマルタイプのポケモンの中で最高のポケモンに位置付けた。マンスキーはメタモンほど「無限の可能性」をもつポケモンはいないとして、「この無表情な紫色の塊自体を愛さずにいられるだろうか。 [...] その顔には常に、私を揺り動かす何かがある」と述べた。
一方で、ジェームズ・ステファニー・スターリングは『デストラクトイド』の記事で、メタモンのデザインを「全体的に忘れられがちで、言及する価値がない」と否定的に捉えた。さらにメタモンは「ピンク色の染み」で、その外見には「何の考えも」込められていないとして、変身能力は「紙に走り書きしただけでパブへと消えていった」ようなデザインに対するお粗末な言い訳にしかならないと述べた。一方、『ザ・ゲーマー』編集長のステイシー・ヘンリーは、シリーズがその可能性を十分に発揮できていないことに遺憾の意を示した。ヘンリーはマーベル・コミックのキャラクターであるミスティークの魅力と比較し、メタモンは十分に活用されていないというわけではないが、ゲームでは他のメディアと比較して有意義な形で活用されていないと述べた。また、メタモンには「そのユニークな能力に関するストーリーテリングが欠けており、比較的容易に姿を変えることができることにより人生にもたらされる根本的な変化も認められない。育て屋に預けてタマゴを量産させるだけだ」と指摘した。ヘンリーはさらに、『Pokémon GO』はメタモンに根本的に異なる設定を加えたが、それでも単調な特徴であるとして、将来的にはゲームにおいてメタモンの特徴をもっと表現させてほしいと願った。
パトリシア・ヘルナンデスは『Polygon』の記事で『名探偵ピカチュウ』におけるメタモンの描写を称賛し、ゲームではその変身能力について深く掘り下げられることはなかったが、映画でその部分へのアプローチがあったことを嬉しく思うと述べた。ヘルナンデスは特に映画の終盤でのメタモンの登場を「手品」と呼び、メタモンが戦闘で素早く姿を変えていく様子を「メタモンが自身の能力を最大限に発揮する」として称賛した。ヘルナンデスは、メタモンはシリーズ最強のポケモンではないが、「必要な時に一瞬で何にでも変身することができる能力があるため、おそらく戦闘において最も恐ろしい敵だろう」とも述べた。一方で、ゲームではこの側面が全く掘り下げられていないため、むしろ役に立たないキャラクターであるかのように感じられることが残念だと評した。『コミック・ブック・リソーシズ』のモリー・キシカワと『ファンバイト』のエリック・サームもメタモンの解釈について言及しており、ゲームでは無害なものとして表現されているのとは対照的に、その能力の全容には恐ろしい意味合いがあると指摘した。特にサームは、メタモンが人間の姿でいられるという不穏な意味合いは、「私たちが何年もの間避けてきた問題である」と指摘した。
2010年、メタモンはミュウのクローン化に失敗して生まれたポケモンであるというReddit発祥の説が広まった。この説は、メタモンとミュウがともに変身能力をもつという似た特徴があることと、ミュウがクローンの元となったという設定のポケモンであることに由来する。この説は2012年にゲームフリークの増田順一へのインタビューにおいて否定された。増田は、このような噂は初めて聞いたと話し、ポケモンは「それぞれ独自の生命体として存在している」と述べた。この噂は以降も広まり、『コミック・ブック・リソーシズ』はこの噂を、シリーズの長年のファンが細部にまで注意を払っていること、そしてシリーズがより深い複雑さをもつことを切望していることの例として挙げた。『名探偵ピカチュウ』の監督はこの説を知らなかったと話したが、脚本を担当したダン・ヘルナンデスは、キャラクターを調査する際にこの説が映画のストーリーに影響を与えたと認めた。ヘルナンデスはこれについて「深く掘り下げたいとは思っていなかった」としつつ、「議論を刺激する疑問」をほのめかしたかったとし、さらにミュウのクローンとして作り出されたとされるポケモンであるミュウツーとメタモンの関係についても示唆した。